# Levensbeschouwing
Levensbeschouwing is een visie op het leven: wat het leven betekent, wat de waarde ervan is en hoe het geleefd moet worden.
Een term die erop lijkt is filosofie, alhoewel filosofie vooral een gerichte levensbeschouwelijke activiteit op rationele grondslag is. Levensbeschouwingen echter kunnen ook een minder rationele basis hebben. Zo is het mogelijk dat de aanhangers ervan zich beroepen op een al dan niet voor iedereen toegankelijke openbaring van buitenaf (religie of esoterie), op een 'innerlijke stem' (eigen geweten of gevoel) of op culturele tradities. 'Ideologie' en 'wereldbeeld' zijn termen die overlappen of vaak geassocieerd worden met het begrip levensbeschouwing. Via een levensbeschouwing krijgen mensen antwoord op bestaansvragen zoals de zin van het leven.

## Religieuze en seculiere levensbeschouwingen
Er kan een onderscheid worden gemaakt tussen religieuze levensbeschouwingen en seculiere levensbeschouwingen. In een religieuze levensbeschouwing staat het bestaan van een of meer goden centraal en de antwoorden op de vragen die daaruit voortvloeien. In de seculiere levensbeschouwingen zoals humanisme staat de mens of de maatschappij centraal en wordt het bestaan van goden doorgaans buiten beschouwing gelaten. Seculiere levensbeschouwingen zoals het existentialisme benadrukken de verantwoordelijkheid van de mens om zijn eigen leven zin en vorm te geven.
- Voorbeelden van religieuze levensbeschouwingen zijn christendom, islam, jodendom, hindoeïsme en boeddhisme. Dit zijn tevens de vijf wereldgodsdiensten.
- Voorbeelden van seculiere levensbeschouwingen zijn liberalisme, socialisme, feminisme en humanisme.

## Kenmerken
Binnen de verschillende levensbeschouwingen zijn uiteenlopende visies ontwikkeld, waarin een aantal kenmerken worden aangetroffen:
Visie op de oorsprong, doel en zin van het levenCentraal staat de oorsprong van het universum en de mens. De ene levensbeschouwing ziet God als de oorsprong van het leven en geeft zin aan dat leven. In de andere levensbeschouwing vindt men dat de mens zelf zin moet geven aan het leven. Weer een andere levensbeschouwing vindt dat het leven zinloos is en dat het ook geen zin heeft om te denken over de zin van het leven. Uit een levensbeschouwing kan een individu conclusies trekken omtrent het doel van het leven in het algemeen en van zijn eigen leven in het bijzonder.
Visie op de mens, het mensbeeldBinnen het christendom ziet men man en vrouw als beeld en gelijkenis van God. In seculiere mensbeelden komt de mens naar voren als iemand die kan groeien naar het goede. Mensen hebben eigenschappen die als goed of kwaad geformuleerd kunnen worden. Wat goed is aan de mens en wat kwaad, daar verschillen de levensbeschouwingen over van mening.
Visie op de moraalethiek: Vanuit een mensbeeld en de vraag in hoeverre hij of zij goed of kwaad is, kan gekeken worden wat het betekent voor het dagelijkse handelen. Het behandelt vragen of egoïsme goed of kwaad is. En wanneer is dat zo? Het behandelt vragen in hoeverre een mens moet vechten tegen een bestaande situatie, of hij zich beter erbij kan neerleggen. De vraag wat goed is, hangt af van waarden die worden aangehangen. Voorbeelden van waarden zijn solidariteit, gezondheid, liefde, vrijheid, vriendschap, etc. Om die waarden concreet te maken moeten dan normen worden geformuleerd. Dus bij de waarde gezondheid zou “niet roken” kunnen horen.
Visie op de maatschappij en de geschiedenisIedere levensbeschouwing kent beeldbepalende mensen die als voorbeeld dienen. Zij bepalen daarmee het beeld van de maatschappij zoals dat er is en zoals het kan worden verbeterd. Het beïnvloedt de plaats van ieder individu en of er een taak voor hem of haar ligt bij een eventuele verbetering van de maatschappij. Verbetering van de maatschappij kan breed worden geformuleerd als het milieu wordt meegenomen. De toekomst van het milieu is bepalend voor de wijze waarop de maatschappij in de toekomst moet of kan worden ingericht. Ook vragen over de invloed van levensbeschouwingen op het ontstaan of stimuleren van oorlogen zijn er een onderdeel van.

## Onderwijs
In het onderwijs in Nederland wordt de term 'bijzonder' gebruikt om scholen van een zekere levensbeschouwelijke richting te onderscheiden van openbare scholen, die door de overheid worden ingericht en geacht worden geen bepaalde levensbeschouwelijke stroming boven een andere te stellen. Levensbeschouwing wordt ook als vak onderwezen aan diverse onderwijsinstituten. De bedoeling van het vak Levensbeschouwing op de middelbare school is om jongeren verschillende alternatieven te laten zien voor hun bewustzijnsontwikkeling. Op die manier kan de identiteit van een leerling beter onder woorden worden gebracht.